# Hemmyrtjärnen, Ångermanland
Hemmyrtjärnen är en sjö i Örnsköldsviks kommun i Ångermanland och ingår i Moälvens huvudavrinningsområde.